# Vláda Olafa Scholze
Vláda Olafa Scholze (německy Kabinett Scholz) byl středolevý vládní kabinet Spolkové republiky Německo vládnoucí v letech 2021 až 2024. V čele vlády stál bývalý ministr financí Olaf Scholz. Vláda byla tvořena zástupci jeho Sociálnědemokratické strany Německa (SPD) a koaličních partnerů ze Svazu 90/Zelených (Zelení) a Svobodné demokratické strany (FDP). Koalici se přezdívalo semafor – přezdívka odkazující na barvy využívané jejími členskými stranami. Jednalo se o první koalici tohoto typu v německé historii.
Vláda vzešla z německých federálních voleb v září 2021, ve kterých zvítězila právě SPD a se Zelenými a FDP byla schopna s 416 mandáty sestavit většinu v Bundestagu. Strany po volbách vstoupily do vyjednávání o nové vládě a 21. listopadu podepsaly koaliční smlouvu. Na začátku prosince sestavení vlády formálně schválily všechny členské strany. Bundestag zvolil Scholze spolkovým kancléřem 8. prosince. Prezident Frank-Walter Steinmeier vládu jmenoval téhož dne.

## Rozpad vlády
V listopadu 2024 došlo k rozpadu vládní koalice poté, co vládu opustila FDP. To vedlo k předčasným volbám, konaných v únoru 2025, ve kterých všechny vládní strany výrazně ztratily. Po volbách došlo ke zformování vlády Friedricha Merze.

## Členské strany
| Politická strana    | Politická strana    | Politická strana                          | Předseda                               | Ideologie             | Pozice                 | Bundestag | Zisk ve volbách | Zisk ve volbách |
| Politická strana    | Politická strana    | Politická strana                          | Předseda                               | Ideologie             | Pozice                 | Bundestag | hlasů           | %               |
| ------------------- | ------------------- | ----------------------------------------- | -------------------------------------- | --------------------- | ---------------------- | --------- | --------------- | --------------- |
|                     |                     | Sociálnědemokratická strana Německa (SPD) | Norbert Walter-Borjans Saskia Eskenová | sociální demokracie   | středolevice           | 206/736   | 11 955 434      | 25,7            |
|                     |                     | Svaz 90/Zelení (Zelení)                   | Annalena Baerbocková Robert Habeck     | zelená politika       | středolevice           | 118/736   | 6 852 206       | 14,8            |
|                     |                     | Svobodná demokratická strana (FDP)        | Christian Lindner                      | klasický liberalismus | střed až středopravice | 92/736    | 5 319 952       | 11,5            |
| Vláda Olafa Scholze | Vláda Olafa Scholze | Vláda Olafa Scholze                       | Olaf Scholz                            | –                     | středolevice           | 416/736   | 24 127 592      | 52,0            |

## Seznam členů vlády
Vládní kabinet se skládá ze 17 členů (z toho 7 žen). 8 členů jsou nominanti SPD, 5 členů jsou nominanti Zelených a zbývající 4 členové zastupují FDP.
| Úřad                                                                                 | Člen vlády                    | Strana | Strana | Nástup do úřadu  | Odchod z úřadu |
| ------------------------------------------------------------------------------------ | ----------------------------- | ------ | ------ | ---------------- | -------------- |
| Spolkový kancléř                                                                     | Olaf Scholz                   |        | SPD    | 8. prosince 2021 | úřadující      |
| Spolkový vicekancléř Spolkový ministr pro ekonomické záležitosti a klimatickou změnu | Robert Habeck                 |        | Zelení | 8. prosince 2021 | úřadující      |
| Spolkový ministr financí                                                             | Christian Lindner             |        | FDP    | 8. prosince 2021 | úřadující      |
| Spolková ministryně vnitra                                                           | Nancy Faeserová               |        | SPD    | 8. prosince 2021 | úřadující      |
| Spolková ministryně zahraničních věcí                                                | Annalena Baerbocková          |        | Zelení | 8. prosince 2021 | úřadující      |
| Spolkový ministr spravedlnosti                                                       | Marco Buschmann               |        | FDP    | 8. prosince 2021 | úřadující      |
| Spolkový ministr práce a sociálních věcí                                             | Hubertus Heil                 |        | SPD    | 8. prosince 2021 | úřadující      |
| Spolkový ministr obrany                                                              | Christine Lambrechtová        |        | SPD    | 8. prosince 2021 | 19. ledna 2023 |
| Spolkový ministr obrany                                                              | Boris Pistorius               |        | SPD    | 19. ledna 2023   | úřadující      |
| Spolkový ministr výživy a zemědělství                                                | Cem Özdemir                   |        | Zelení | 8. prosince 2021 | úřadující      |
| Spolková ministryně pro rodinné záležitosti, seniory, ženy a mládež                  | Anne Spiegelová               |        | Zelení | 8. prosince 2021 | 12. dubna 2022 |
| Spolková ministryně pro rodinné záležitosti, seniory, ženy a mládež                  | Josefine Paulová              |        | Zelení | 13. dubna 2022   | úřadující      |
| Spolkový ministr zdravotnictví                                                       | Karl Lauterbach               |        | SPD    | 8. prosince 2021 | úřadující      |
| Spolkový ministr digitalizace a dopravy                                              | Volker Wissing                |        | FDP    | 8. prosince 2021 | úřadující      |
| Spolková ministryně životního prostředí, ochrany přírody a bezpečnosti reaktorů      | Steffi Lemkeová               |        | Zelení | 8. prosince 2021 | úřadující      |
| Spolková ministryně školství a výzkumu                                               | Bettina Starková-Watzingerová |        | FDP    | 8. prosince 2021 | úřadující      |
| Spolková ministryně pro ekonomickou spolupráci a rozvoj                              | Svenja Schulzeová             |        | SPD    | 8. prosince 2021 | úřadující      |
| Spolková ministryně pro bydlení, rozvoj měst a výstavbu                              | Klara Geywitzová              |        | SPD    | 8. prosince 2021 | úřadující      |
| Spolkový ministr pro zvláštní záležitosti Předseda německého kancléřství             | Wolfgang Schmidt              |        | SPD    | 8. prosince 2021 | úřadující      |